# Meulestedebrug
De Meulestedebrug is een beweegbare brug in Gent over het Kanaal Gent-Terneuzen, gelegen aan de rand van het havengebied, ten noorden van het centrum.
Vanaf najaar 2021 tot 2026 vervangt de beheerder (De Vlaamse Waterweg) de bestaande brug door twee nieuwe bruggen, één voor elke weghelft. Als eerste werd de nieuwe noordelijke brug gebouwd (drie rijstroken), vanaf 9 januari 2024 in gebruik. Na de ingebruikname van de noordelijke brug (met dubbelrichtingsfietspad en drie rijstroken, tijdelijk in twee richtingen) volgt de afbraak van de oude brug (eveneens januari 2024) en wordt op die plaats de nieuwe zuidelijke brug (twee rijstroken) gebouwd. Er zal ook een onderdoorgang zijn voor fietsers en voetgangers, maar wel aan de zijde van de Meulestedekaai, die doodloopt.
De brugverbinding verbindt de Gentse wijk Meulestede met deelgemeente Wondelgem. Het is de eerste brugverbinding, gezien vanuit Gent, waarover het wegverkeer het kanaal kan oversteken. De eerste daaropvolgende verbinding voor wegverkeer over het kanaal (buiten de veerdiensten van Langerbrugge en Terdonk) is de Zelzatetunnel twaalf kilometer naar het noorden. Bijgevolg is de Meulestedebrug een cruciale schakel in het wegennet van de Gentse haven.
Er zijn plannen om een rechtstreekse verbinding tussen de R4-oost en -west aan te leggen: de Siffertunnel. Dat zou de Meulestedebrug enorm ontlasten, hoewel dit project in de koelkast gestoken is.

## Geschiedenis

### Draaibrug (tot 1940)
Tot 1940 was hier een draaibrug. die aan het begin van de Tweede Wereldoorlog vernietigd werd.

### Oude basculebrug (1955-2024)
Deze Meulestedebrug werd in 1955 gebouwd, en is een basculebrug die is samengesteld uit vakwerkliggers. De brug heeft houten looppaden in overkraging. Het contragewicht is ingewerkt in een basculekelder. De brug is volledig geklonken.
De brug is beeldbepalend als poort tot de oude haven van Gent. Het is bovendien een van de weinige operationele basculebruggen in de buurt van Gent. Op 24 oktober 2020 werd de brug aangevaren waardoor deze buiten gebruik was tot juni 2021.

### Dubbele delta-basculebrug (vanaf 2024)

#### Bouw (2021-2026)
De voorbereidende werken startten in het najaar van 2021, en in april 2022 de eigenlijke bouwwerken, terwijl de bestaande brug in gebruik bleef tot januari 2024.
In september 2023 werd het beweegbaar deel van de nieuwe noordelijke brug geplaatst.